# Bhimunipatnam

Bhimunipatnam, anteriormente conhecida como Bimplipatam é um porto marítimo localizado a 24 km de Visakhapatnam (cidade importante e também porto marítimo). Está localizada do estado indiano de Andhra Pradesh.